# Néophilie
La néophilie (du grec neo, « nouveau » et philein, « aimer ») désigne le fait d'être curieux des choses nouvelles ou inconnues.
Ce mot est utilisé dans des acceptions multiples, entre autres pour désigner un concept introduit par les scientifiques pour expliquer le comportement d'apprentissage des conduites alimentaires des animaux sauvages.[réf. nécessaire]
Il existe une contrainte paradoxale entre la « néophilie », obligation de consommer une alimentation variée (et donc se tourner vers des aliments nouveaux), et la « néophobie », contrainte culturelle de ne pouvoir manger que des aliments connus, identifiés et valorisés. Ce paradoxe, présent chez tous les mangeurs, repose sur des tendances qui peuvent aussi constituer des traits de personnalité chez les individus et les distinguer. Certains seront ainsi plus néophiles que d'autres et accepteront mieux la dissonance cognitive.
Selon la philosophe Jeanne Guien, le désir de nouveautés représente l'un des moteurs principaux du capitalisme,.

## Source externe
- L’éducation sensorielle dans le développement des préférences alimentaires chez l’enfant